# Светлое время ночи
«Светлое время ночи» — четвёртый том цикла «Свод Равновесия», написанный Александром Зоричем. Первоначально «Боевая машина любви» и «Светлое время ночи» были одним романом, но из-за большого объёма были разбиты на две книги. По мнению рецензента Александра Епанчина дилогия «Светлое время ночи» и «Боевая машина любви» — лучшее русскоязычное фэнтези последних десяти лет — это литература высшей пробы. Впервые книга была издана в 2001 издательством Центрполиграф.

## Сюжет
Действия романа разворачиваются в фентези-мире Круг Земель. Власть над миром принадлежит Своду Равновесия — могущественному полувоенному ордену Великого Княжества Варан. Основное назначение Свода — искоренять любые проявления магии и предупреждать саму возможность колдовства.
Главного героя зовут Эгин. Несмотря на то, что он уже бывший офицер Свода Равновесия, обстоятельства складываются так, что Эгину необходимо участвовать в войне между людьми и оборотнями на полуострове Фальм. Долг и любовь влекут главного героя в самое сердце боя.

## Главы романа
Глава 1. Зверда знает все на свете 

Глава 2. Барон Санкут, вежественный гэвенг

Глава 3. Объект второй степени важности

Глава 4. Кролики для короля лазури

Глава 5. «Три тюльпана»

Глава 6. Бароны Семельвенк

Глава 7. Щепетильное поручение

Глава 8. Контора за работой

Глава 9. В свете эбенори

## Издания
- Александр Зорич. Светлое время ночи. — М.: АСТ, 2006. — 478 с. — (Заклятые миры).
- Александр Зорич. Боевая машина любви. Светлое время ночи. — М.: АСТ, 2007. — 800 с. — (Звездный лабиринт: Коллекция).
- Александр Зорич. Светлое время ночи. — М.: Центрполиграф, 2001. — 492 с. — (Перекресток богов).

Роман выпущен издательством «Аудиокнига» на двух CD и находится в продаже с 2008 года. Текст читает Петр Коршунков

### Материалы
- Лингвистический анализ текста
- страница книги на сайте Александра Зорича
- «Светлое время ночи» в электронном варианте
- Энциклопедия, том 2: Свод Равновесия

### Рецензии
- В.Пузий. Жил-был инквизитор…
- И.Черный. Пути демиургов
- И.Черный. Рецензия на дилогию о баронах Фальмских
- А.Епанчин. Три литра магической мелодрамы или первое явление эротической фэнтези?
- А.Епанчин. Четыре «есть» и четыре «нет» Александра Зорича (очерк творчества)
- Б.Каган. Личный вклад Зорича в борьбу с вечной беременностью
- Е.Лисицын. Влюбленные маги Александра Зорича